# Teseo e il Centauro
(Isabella Teotochi Albrizzi, Opere di scultura e di plastica di Antonio Canova)
Teseo e il Centauro, anche noto come Teseo in lotta con il Centauro o Teseo vincitore del Centauro, è un'opera scultorea in marmo realizzata da Antonio Canova nel 1805 ed esposta al Kunsthistorisches Museum di Vienna. Il gesso di questo capolavoro viene conservato presso la Gipsoteca canoviana di Possagno. 

## Storia
L'opera fu commissionata nel 1804 dalla Repubblica italiana napoleonica, per diecimila zecchini d'oro, per dedicarla a Napoleone Bonaparte. Il gruppo scultoreo venne esposto nello studio dell'artista a Roma nel marzo 1821 ed in seguito venne acquistato dall'imperatore d'Austria Francesco I per il tempio di Teseo (Theseustempel) nel Volksgarten di Vienna. La scultura venne poi trasferita nel museo della storia dell'arte (Kunsthistorisches Museum) nel 1891. Alcuni bozzetti dell'opera si trovano alla Gipsoteca canoviana di Possagno.

## Descrizione

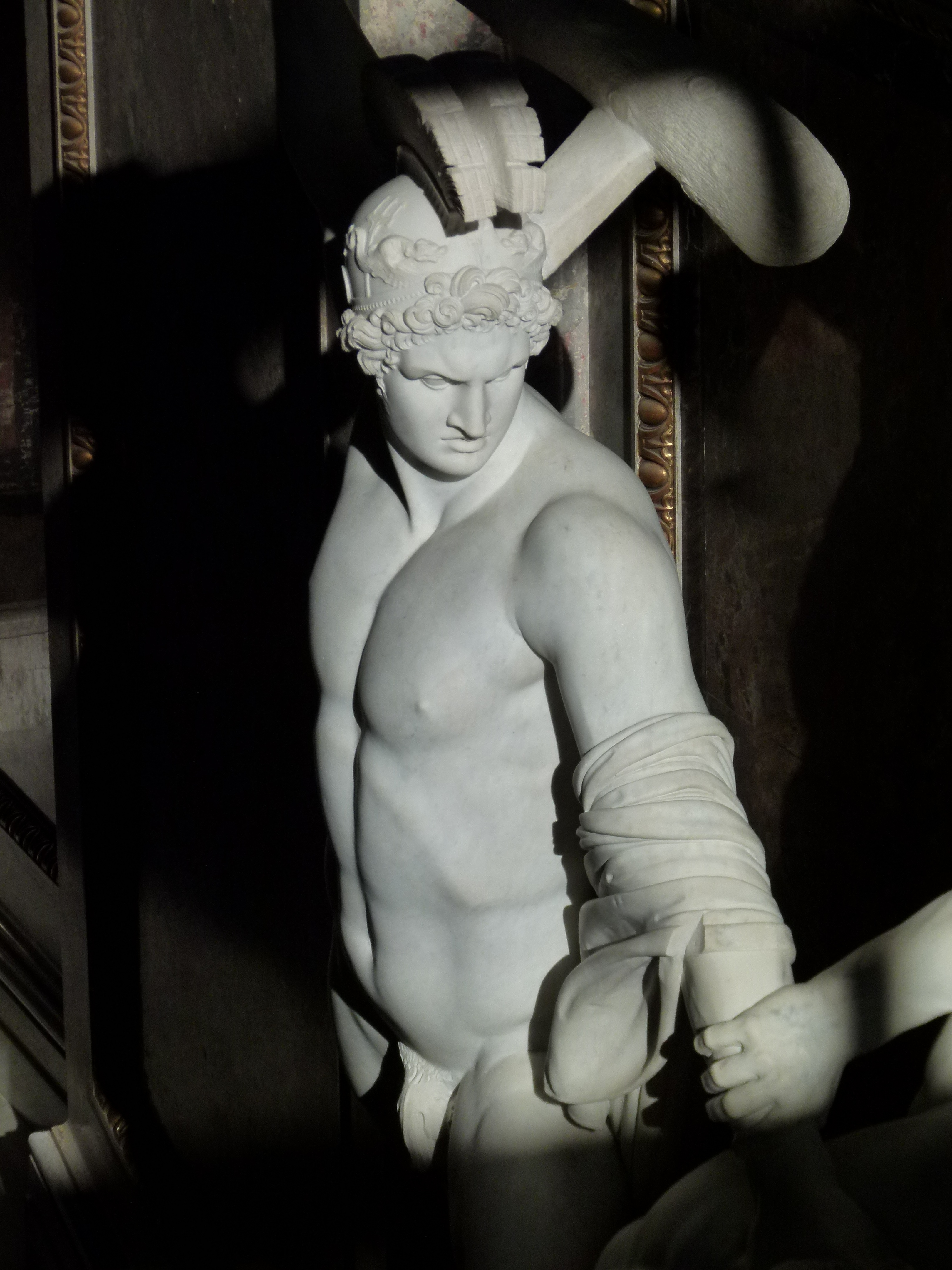
Dettaglio di Teseo.

La scultura raffigura l'eroe greco Teseo mentre sta per dare il colpo di grazia ad Euritione, il re dei centauri. Secondo il mito, i centauri erano stati invitati alle nozze di Piritoo e Ippodamia, ma Euritione si era ubriacato ed aveva tentato di rapire Ippodamia. Pertanto, Teseo, amico degli sposi, iniziò una lotta contro il centauro per salvare Ippodamia. Teseo qui viene mostrato nell'atto di dominare completamente la bestia: egli preme la gola del centauro con la mano sinistra, mentre con la destra impugna una clava con la quale sta per colpirlo e il suo ginocchio preme sul petto di Euritione. Euritione è accasciato al suolo e cerca di rialzarsi con le gambe posteriori, dato che quelle anteriori non possono, mentre con la mano cerca di bloccare il braccio sinistro di Teseo. Lo sguardo di Teseo è immobile e non lascia trasparire nessuna pietà.
Per esprimere con realismo la contrazione dei muscoli della bestia e il loro sforzo, Antonio Canova dovette arrivare a far uccidere un cavallo vero per utilizzarne la posa. Infatti, il corpo del cavallo venne rivestito di gesso per dare la forma alla statua.
Nella scultura si può notare una forma triangolare formata dal piede destro di Teseo, la mano sinistra del centauro e la punta dell'elmo dell'eroe.